# Talara thea
Talara thea là một loài bướm đêm thuộc phân họ Arctiinae, họ Erebidae.